# بانک ملی پاکستان
بانک ملی پاکستان (انگلیسی: National Bank of Pakistan) شرکت خدمات مالی و بانکداری پاکستانی است، که در سال ۱۹۴۹ تأسیس شد و دفتر مرکزی آن در کراچی،پاکستان است.
بانک ملی پاکستان طیف گسترده ای از محصولات مصرفی را برای ارتقای تجارت و پاسخگویی به اقشار مختلف جامعه و پاسخگویی به مسئولیت های اجتماعی خود توسعه داده است. برخی از طرح ها به طور خاص برای اقشار کم درآمد تا متوسط جمعیت طراحی شده اند. طرح های اعتباری ویژه ای از قبیل امور مالی خرد کشاورزی، بازرگانی و صنایع، سرپرستی وام قرض الحسنه به دانشجویان، طرح خوداشتغالی برای افراد بیکار، طرح حمل و نقل عمومی را اجرا کرده است. بانک گستره محصولات و خدمات خود را گسترش داده است تا محصولات بانکداری اسلامی مطابق با شریعت را در بر گیرد .